# Xã Middletown, Quận Susquehanna, Pennsylvania
Xã Middletown (tiếng Anh: Middletown Township) là một xã thuộc quận Susquehanna, tiểu bang Pennsylvania, Hoa Kỳ. Năm 2010, dân số của xã này là 382 người.